# ジェイレン・モリス
ジェイレン・モリス（Jaylen Morris、1995年9月19日 - ）は、アメリカ合衆国・ニューヨーク州アムハースト出身の元バスケットボール選手。バスケットボール指導者。現役時代のポジションはシューティングガード。

## 生い立ち・大学時代
モリスは元々、ニューヨーク州バッファローにあるセント・ジョセフ高校に通っていた。最終学年のとき、モリスはニューヨーク州西部のチームでことごとく注目され、州で最もディフェンス力に優れていたことから「ミスター・ディフェンス」と呼ばれた。しかし、有名な学校から奨学金を受け取れなかったため、モリスはモロイ大学への進学を決意した。モロイ大学はモリスの父のパトリックがバスケットボール部の助監督を務めていた大学である。同大学に入学してからの2年間、モリスはライオンズにおいて適切な貢献をした。2年生のときにはイーストコースト・カンファレンス(ECC)で特別賞を受賞した。3・4年生のシーズンが始まると、モリスは大学の中でも最高の選手の一人となり、3年生の時にはECCの第3チームとメットの第2チームに所属した。さらに、4年生の時にはECCの第1チームに所属した。4年生の時、モリスは1試合当たり平均19.9得点した。これはチームで2番目に高い数値であった。

## プロ入り後

### エリー・ベイホークス
2017年のドラフトで不指名に終わったモリスは、ロングアイランド・ネッツに入団するために150ドルを支払った。ここでの活躍が評価され、同年のドラフトの第2ラウンドでエリー・ベイホークスに指名（全体で41位）された。

### アトランタ・ホークス
ベイホークスの複数の試合で活躍した後の2018年2月28日、アトランタ・ホークスと10日間契約を結んだ。同日、モリスはデビュー戦で107–102でインディアナ・ペイサーズに勝った。この試合で、11分間の間にモリスは2得点とリバウンド2回を記録した。最初の10日間契約の期限が切れた後の3月11日、モリスはホークスと2回目の10日間契約を結んだ。その夜の試合で、モリスは足首を痛め、2週間にわたり試合に出られなくなったにもかかわらず、最終的に3月21日にはシーズンの残りについてホークスと契約を結んだ 。その後、7月19日に契約を解除された。

### ミルウォーキー・バックス
2018年7月22日、モリスはアウクシリウム・トリノと契約するが、その週のうちに取り消した。その後、ミルウォーキー・バックスと双方向契約を結んだことを7月31日に発表した。2019年1月13日、ミルウォーキー・バックスはモリスに権利放棄を要求した。

### カレッジパーク・スカイホークス
2019年1月31日にカレッジパーク・スカイホークスと契約した。

### アリス B.C.
2019年9月25日、アリスB.C.への加入が発表され。2019-20シーズンは、1試合平均で9.9点、3.8 リバウンド、1.3アシストという成績を残した。

### ブネイ・ヘルツリーヤ
2020年10月27日、モリスはイスラエルのブネイ・ヘルツリーヤと1か月契約を結んだ。

### Gリーグ
モリスは2021年のシーズン再開時ににGリーグのアイオワ・ウルブズと再契約したが、1試合しか出場しないまま2月12日に契約解除された。翌々日、アイオワ・ウルブズからの声がかかったが、シーズン終わりの怪我の後、25日には、モリスは契約を解除された。
10月8日にはサンアントニオ・スパーズと契約したが、シーズン開始前に契約解除された。27日、オースティン・スパーズと再契約した。

### サンアントニオ・スパーズ
2022年1月1日にスパーズと10日間契約を結んだ。

### 現役引退
2023年にラプターズ・905でプレーしたのを最後にモリスは現役を引退し、その後ダーメン大学バスケットボール部のアシスタントコーチに就任した。

## 個人成績

### NBA

#### レギュラーシーズン
| シーズン | チーム         | GP | GS | MPG  | FG%  | 3P%  | FT%  | RPG | APG | SPG | BPG | PPG |
| -------- | -------------- | -- | -- | ---- | ---- | ---- | ---- | --- | --- | --- | --- | --- |
| 2017–18  | アトランタ     | 6  | 0  | 16.4 | .406 | .200 | -    | 2.7 | 1.2 | .3  | .2  | 4.7 |
| 2018–19  | ミルウォーキー | 4  | 0  | 7.1  | .400 | .333 | .500 | 1.3 | 1.0 | .5  | -   | 2.5 |
| キャリア | キャリア       | 10 | 0  | 12.7 | .405 | .231 | .500 | 2.1 | 1.1 | .4  | .2  | 4.7 |